# Caracas Open 1983
Il Caracas Open 1983 è stato un torneo di tennis giocato sul cemento. È stata la 2ª edizione del torneo che fa parte del Volvo Grand Prix 1983. Si è giocato a Caracas in Venezuela dal 31 gennaio al 6 febbraio 1983.

## Campioni

### Singolare maschile
Raúl Ramírez ha battuto in finale  Morris Skip Strode con il punteggio di 6–4, 6–2

### Doppio maschile
Jaime Fillol /  Stan Smith hanno battuto in finale  Andrés Gómez /  Ilie Năstase con il punteggio di 6–7, 6–4, 6–3